# Favartia perita
Favartia (Favartia) perita là một loài ốc biển, là động vật thân mềm chân bụng sống ở biển thuộc họ Muricidae, họ ốc gai.

## Miêu tả
Kích thước của vỏ ốc là 21 mm

## Phân bố
Loài này phân bố ở Thái Bình Dương dọc theo Baja California, Panama và quần đảo Galapagos.